# Aeroporto Internacional de Guadalajara
O Aeroporto Internacional Don Miguel Hidalgo y Costilla ou Aeroporto Internacional de Guadalajara (IATA: GDL, ICAO: MMGL), foi construído em 1966 e se localiza a 16 quilômetros do centro da cidade de Guadalajara, Jalisco. Em 2008 recebeu a 7 193 100 passageiros, contudo em 2009, o aeroporto manejou 6 453 100 passageiros. É o terceiro aeroporto mais movimentado do México, atrás apenas do Aeroporto Internacional da Cidade do México e do Aeroporto Internacional de Cancún.
O Aeroporto Internacional de Guadalajara está composto de dos pistas de aterrissagem e dois terminais.